# Xerofyt

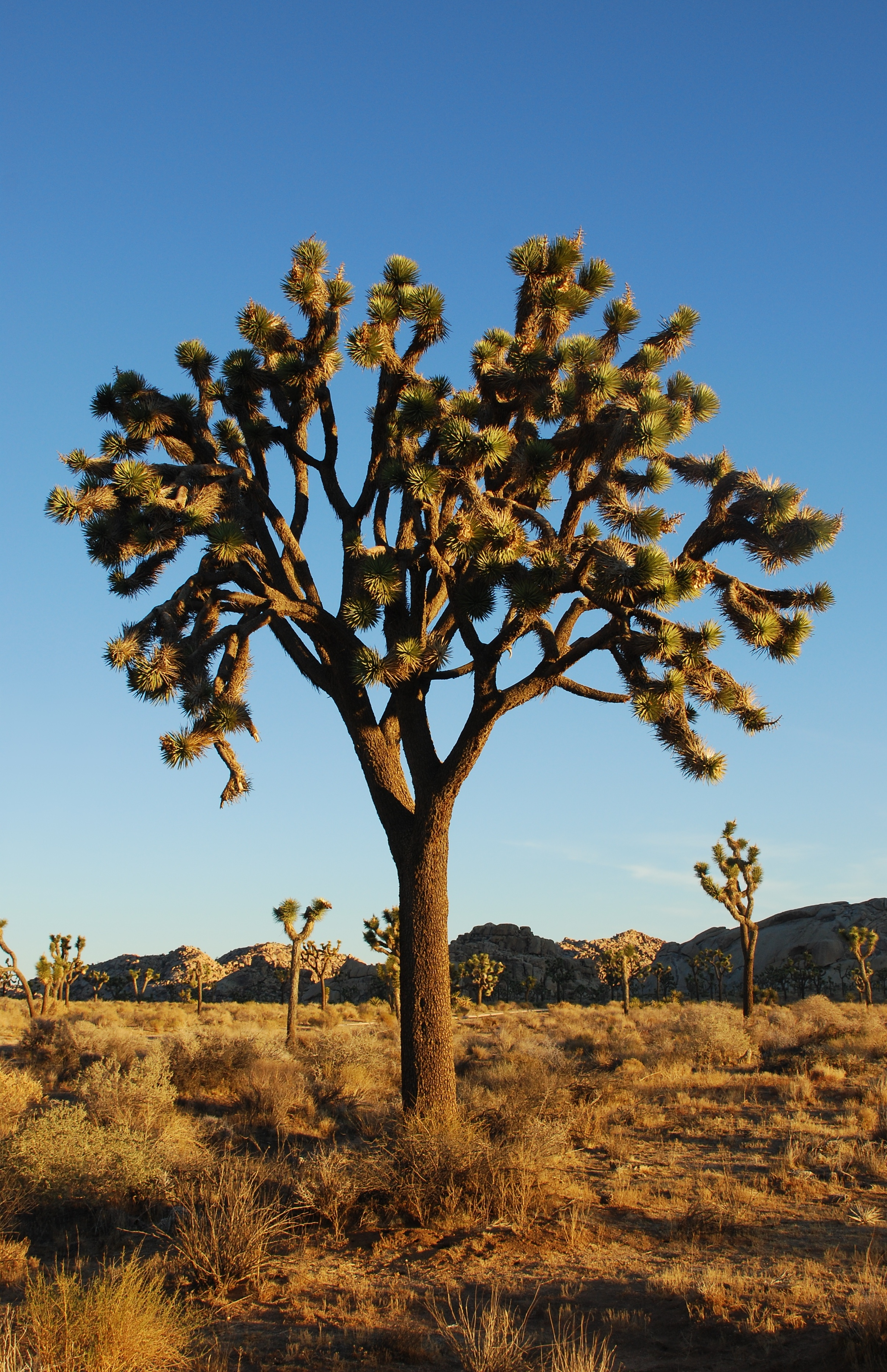
Yucca brevifolia (hier bij zonsopgang in Joshua Tree National Park) is een xerofyt

Xerofyten zijn 'droogteminnende' planten die ecologisch aangepast zijn aan omstandigheden waarin over langere perioden weinig vocht beschikbaar is. Zowel de lichaamsbouw als de fysiologie van de xerofyten zijn op verschillende manieren aangepast om het water te behouden en er zuinig gebruik van te maken.
De aanpassingen kunnen bestaan uit een dikkere waslaag (cuticula), lagere dichtheid van huidmondjes, verzonken huidmondjes, opslag van vocht in wortel, stengel of bladeren, kleine of ontbrekende bladeren, rustperioden tijdens droogte. Dergelijke aanpassingen verminderen de verdamping van water uit de plant, en voorkomen zo uitdroging. Ook zijn er planten die op efficiënte manieren vocht uit de omgeving verzamelen en opslaan.
Voorbeelden van xerofyten zijn:
- Bromelia's
- Cactussen
- andere Succulenten